# Lijst van Eurocommissarissen voor Werkgelegenheid
De functie van Europees commissaris voor Werkgelegenheid is sinds het aantreden van de Commissie-Jenkins (1977) een functie binnen de Europese Commissie. De functie werd in het verleden zowel gecombineerd met de Europees Commissaris voor Economische Zaken als de Europees commissaris voor Sociale Zaken. In de Commissie-Von der Leyen (2019-2024) viel de Werkgelegenheid onder de verantwoordelijkheid van de Commissaris voor Werkgelegenheid en Sociale Rechten.

## Commissarissen
|  | Naam                | Lidstaat            | Nationale partij | Periode   | Commissies        |
|  | ------------------- | ------------------- | ---------------- | --------- | ----------------- |
|  | Henk Vredeling      | Nederland           | PVDA             | 1977-1981 | Jenkins           |
|  | Ivor Richard        | Verenigd Koninkrijk | Labour Party     | 1981-1985 | Thorn             |
|  | Alois Pfeiffer      | Duitsland           | SPD              | 1985-1987 | Delors I          |
|  | Peter Schmidhuber   | Duitsland           | CSU              | 1987-1989 | Delors I          |
|  | Vasso Papandréou    | Griekenland         | PASOK            | 1989-1993 | Delors II         |
|  | Pádraig Flynn       | Ierland             | FF               | 1993-1999 | Delors III Santer |
|  | Anna Diamantopoulou | Griekenland         | PASOK            | 1999-2004 | Prodi             |
|  | Stavros Dimas       | Griekenland         | ND               | 2004      | Prodi             |
|  | Vladimír Špidla     | Tsjechië            | ČSSD             | 2004-2010 | Barroso I         |
|  | László Andor        | Hongarije           | MSZP             | 2010-2014 | Barroso II        |
|  | Marianne Thyssen    | België              | CDV              | 2014-2019 | Juncker           |